# Сукромленское сельское поселение
Сукро́мленское се́льское поселе́ние — муниципальное образование в составе Торжокского района Тверской области. На территории поселения находятся 36 населённых пунктов.
Центр поселения — село Сукромля.
Образовано в 2005 году, включило в себя территории Альфимовского и Сукромленского сельских округов.

## Географические данные
- Общая площадь: 199,8 км²
- Нахождение: юго-западная часть Торжокского района
  - Граничит:
    - на севере — с Масловским СП
    - на северо-востоке — с Борисцевским СП
    - на востоке — с Пироговским СП и Мошковским СП
    - на юге — с Высоковским СП
    - на юго-западе — с Богатьковским СП и Страшевичским СП
    - на северо-западе — с Кувшиновским районом, Прямухинское СП.

## Население
По переписи 2002 года — 1100 человек (321 в Альфимовском и 779 в Сукромленском сельском округе), на 01.01.2008 — 1128 человек.
Национальный состав: русские.

## Населённые пункты
На территории поселения находятся следующие населённые пункты:

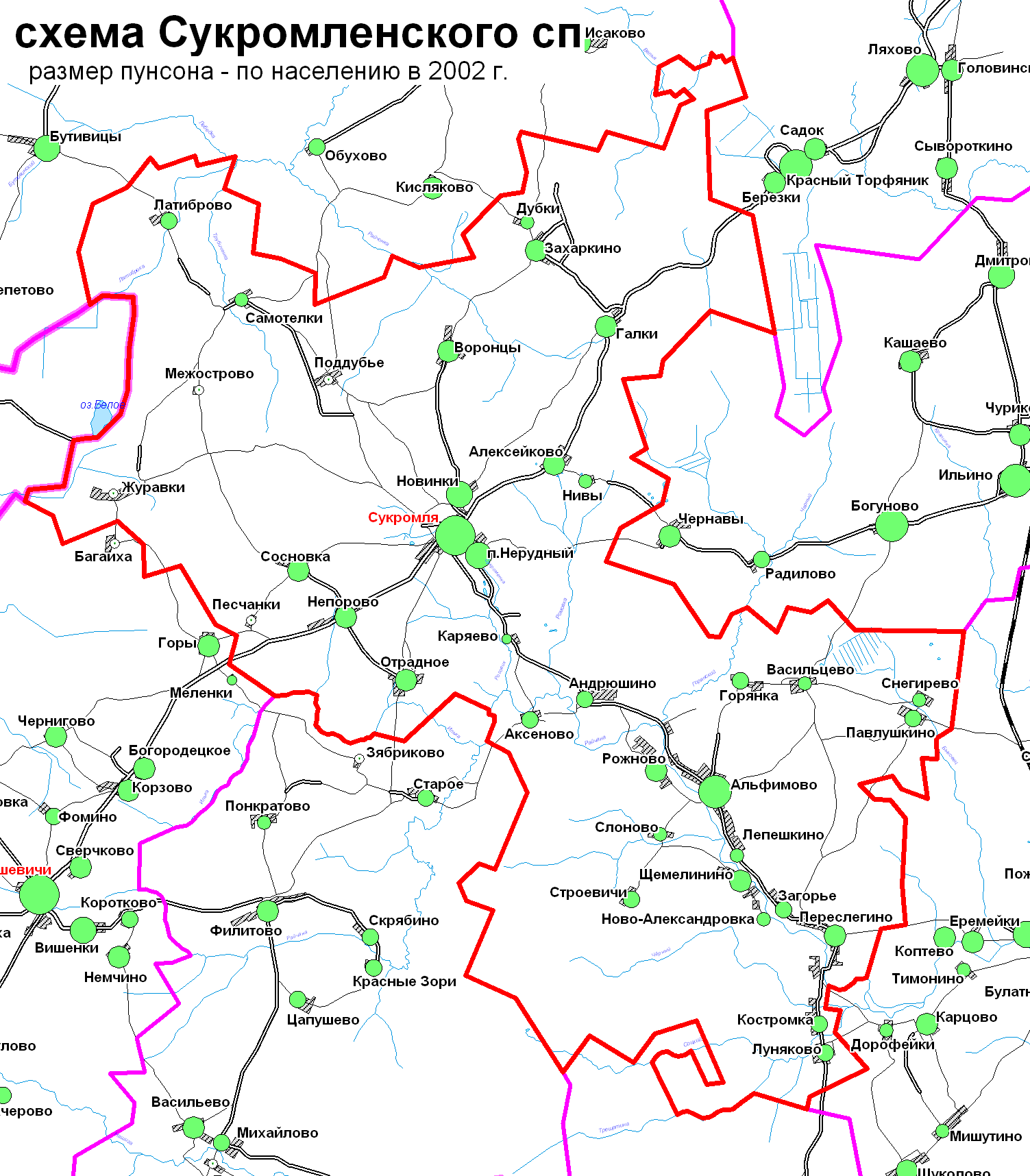
Схема Сукромленского сп

| Тип  | Название           | Население | Население | Население |
| Тип  | Название           | 1996      | 2002      | 2008      |
| ---- | ------------------ | --------- | --------- | --------- |
| село | Сукромля           | 457       | 395       | 402       |
| дер. | Алексейково        | 47        | 38        | 54        |
| дер. | Воронцы            | 50        | 49        | 50        |
| дер. | Галки              | 66        | 50        | 54        |
| дер. | Дубки              | 6         | 3         | 2         |
| дер. | Журавки            | 0         | 0         | 0         |
| дер. | Захаркино          | 14        | 22        | 8         |
| дер. | Каряево            | 0         | 1         | 2         |
| дер. | Латиброво          | 0         | 6         | 1         |
| дер. | Межострово         | 0         | 0         | 0         |
| дер. | Непорово           | 44        | 38        | 36        |
| пос. | Нерудный           | 67        | 64        | 74        |
| дер. | Нивы               | 2         | 4         | 3         |
| дер. | Новинки            | 77        | 78        | 90        |
| дер. | Отрадное           | 20        | 14        | 9         |
| дер. | Песчанки           | 1         | 0         | 3         |
| дер. | Поддубье           | 0         | 0         | 0         |
| дер. | Самотелки          | 1         | 4         | 0         |
| дер. | Сосновка           | 17        | 13        | 13        |
| дер. | Альфимово          | 209       | 156       | 177       |
| дер. | Аксёново           | 16        | 10        | 14        |
| дер. | Андрюшино          | 15        | 10        | 4         |
| дер. | Васильцево         | 2         | 3         | 3         |
| дер. | Горянка            | 9         | 7         | 9         |
| дер. | Загорье            | 9         | 9         | 14        |
| дер. | Костромка          | 4         | 7         | 8         |
| дер. | Лепешкино          | 8         | 2         | 4         |
| дер. | Луняково           | 7         | 7         | 7         |
| дер. | Ново-Александровка | 5         | 3         | 5         |
| дер. | Павлушкино         | 10        | 7         | 3         |
| дер. | Переслегино        | 56        | 47        | 46        |
| дер. | Рожново            | 33        | 20        | 23        |
| дер. | Слоново            | 3         | 2         | 1         |
| дер. | Снегирево          | 1         | 2         | 0         |
| дер. | Строевичи          | 3         | 9         | 1         |
| дер. | Щемелинино         | 20        | 20        | 8         |

## Исчезнувшие населённые пункты
Деревни: Журавки, Поддубье , Межострово Рошутино .Смолигово, Сорокино, Лыкшино, Иванково, Иванцево.
Посёлки: Карьер Льняная, Порядино.
Хутора, уничтоженные в период коллективизации с 1928 по 1937 гг. : Кресты, Дроздиха, Курчиха, Суки. Родники, Уницы, Козлово, Рубчиха ,Задний Ручей, Вольный, Выполово, Зелёный Бор.
Деревни Дурино и Блошкино переименованы в Сосновку и Отрадное соответственно.

## История
В XI—XIV вв. территория поселения относилась к Новгородской земле и составляла часть «городовой волости» города Торжка (Нового Торга).
В XV веке присоединена к Великому княжеству Московскому.
- После реформ Петра I территория поселения входила:
  - в 1708—1727 гг. в Санкт-Петербургскую (Ингерманляндскую 1708—1710 гг.) губернию, Тверскую провинцию,
  - в 1727—1775 гг. в Новгородскую губернию, Тверскую провинцию,
  - в 1775—1796 гг. в Тверское наместничество, Новоторжский уезд,
  - в 1796—1929 гг. в Тверскую губернию, Новоторжский уезд,
  - в 1929—1935 гг. в Московскую область, Новоторжский район (северо-западная половина поселения) и в Западную область, Высоковский район (юго-восточная половина),
  - в 1935—1963 гг. в Калининскую область, Новоторжский район (северо-западная половина поселения) и Высоковский район (юго-восточная половина),
  - в 1963—1990 гг. в Калининскую область, Торжокский район,
  - с 1990 в Тверскую область, Торжокский район.

В середине XIX-начале XX века деревни поселения относились к Сукромленской волости Новоторжского уезда. В 50-е годы XX века на территории поселения существовали Альфимовский (Высоковского района) и Сукромленский (Новоторжского района) сельсоветы.

## Известные люди
В деревне Новинки родился Герой Советского Союза Михаил Николаевич Виноградов.